# Крэйзи Легс
Ричард Коло́н (англ. Richard Colón; род. 1 января 1966, Бронкс, Нью-Йорк, США), более известный как Крэйзи Легс (англ. Crazy Legs) — американский би-бой, который фигурировал в самых ранних историях о хип-хоп-танцах, появившихся в массовой прессе, а также в качестве президента Rock Steady Crew принёс эту форму в Лондон и Париж в 1983 году. Сегодня он также участвует в общественной жизни молодёжи, занимается обучением танцам и театрально-танцевальными постановками. Его новаторский статус отражён в его появлениях в художественных и документальных фильмах. Crazy Legs является самым известным и коммерчески успешным из немногих оригинальных участников команды Rock Steady Crew, и является её нынешним президентом.

## Карьера
Ричард «Crazy Legs» Колон вырос в районе Инвуд на самом севере боро Манхэттен в Нью-Йорке, где его старший брат познакомил его с «брейкингом», когда ему было девять лет. Он был одним из первых участников команды Rock Steady Crew после её основания в 1979 году. Танцевальный критик Салли Бэйнс (англ. Sally Banes) в апрельской статье 1981 года о «брейкинге» в The Village Voice цитирует Крэйзи Легса, перечисляя лучших танцоров современности, и документируя его случайное изобретение движения «W», в котором танцор сидит, скрестив ноги сзади. В следующем месяце The New York Times освещала трёхдневную конференцию, посвящённую «народной культуре Бронкса». «Существует система учеников: „маленькие“ Crazy Legs с Crazy Legs», — сообщала Times, — «танцевальные шаги исполняются соло под аккомпанемент, называемый рэпом, — напевный голос и перкуссия».
Его первое появление в кино было в роли самого себя в независимом релизе Чарли Эхерна (англ. Charlie Ahearn) «Дикий стиль» (1982), после чего он снялся в раннем документальном фильме о хип-хоп-культуре «Войны стилей» (PBS, 1983). По мере увлечения хип-хопом 16-летний Крэйзи Легс, нынешний президент команды Rock Steady Crew, отправился танцевать хип-хоп в Париж и Лондон в рамках The New York City Rap Tour с артистами Afrika Bambaataa и Grandmixer D.ST, граффити-художник Fab Five Freddy и Futura 2000, а также девушки из The World Champion Fantastic Four Double Dutch. Появления в голливудских фильмах были ещё одним следствием: он был уличным танцором (а также сильно замаскированным дублёром для финальных танцевальных сцен Дженнифер Билз) в фильме «Танец-вспышка» (Paramount, 1983) и, как и в «Диком стиле», играл самого себя в художественном фильме «Бит-стрит» (Orion, 1984).
В 1991 году он танцевал в So! What Happens Now?, «вероятно, первая хип-хоп-постановка на массовой танцевальной сцене в Нью-Йорке», согласно The New York Times , в которой отражено, что постановка доказала, что «уличный танец — это искусство столь же требовательное и изобретательное, как и массовый танец, такие формы, как балет и джаз». В следующем году вышли Concrete Jungle в рамках программы Линкольн-центра, которую Times назвала «поворотным моментом в эволюции городского уличного танца», а само произведение было «чрезвычайно впечатляющим». «Ликующий гиперактивный» и «удивительный» Jam on the Groove дебютировал в 1995 году, а в 1999 году Крэйзи Легс проинструктировал танцоров Городского молодёжного театра для их шоу Minotaur.
Крэйзи Легс проводил конкурсы би-боев, выступал на живых мероприятиях и устраивал годовщины Rock Steady Crew. Он озвучивал комедийный телесериал Kung Faux. Он также является персонажем видеоигры Def Jam Fight For NY. В 2006 году Смитсоновский институт пригласил его внести свой вклад в коллекцию Национального музея американской истории. Крэйзи Легс официально прекратил участие в соревнованиях 28 июля 2012 года после участия в праздновании 35-летия The Rock Steady Crew в здании The Altman Building в центре Манхэттена в Нью-Йорке.

## Юбилейные вечеринки Rock Steady
В качестве президента Rock Steady Crew Крэйзи Легс и его Backspin Productions проводят и организуют ежегодную годовщину Rock Steady, общественное мероприятие, посвящённое умершим участникам команды и празднует хип-хоп-культуру. На вечеринках присутствуют диджеи, брейк-данс, эмси и граффити-художники. Группа также проводит ежегодный баскетбольный турнир знаменитостей во время празднования ежегодного юбилея, чтобы собрать деньги для Молодёжного совета Гринвич-Виллидж в Нью-Йорке. В 2003 году мэр Нью-Йорка Майкл Блумберг объявил 26 июля «Днём Rock Steady Crew» в Нью-Йорке во время празднования их 26-летия на туристическом пирсе 54 в Сиэтле, штат Вашингтон. Компания спортивной одежды Fila представила кроссовки «Rock Steady Crew 77» в апреле 2004 года.

## Награды
В составе Rock Steady Crew Крэйзи Легс выиграл в 1992 году премию Бесси (англ. Bessie Award) за хореографию.
В 1994 году он получил премию «Хип-хоп-пионер» (англ. The Hip Hop Pioneer Award) от журнала The Source. В 2003 году ему была вручена награда The Source Youth Foundation Image Award. Он также получил премию AARTS 2003 года от Фонда художественного образования школ Бэй-Шор и был удостоен звания национального крёстного отца Парада в честь Дня Пуэрто-Рико в Джерси-Сити в 2003 году. Он был номинирован на премию MTV за лучшую хореографию за работу с Вайклеф Жаном. Jam on the Groove был номинирован на премию The Drama Desk Awards за лучшую хореографию в 1996 году. Его танцевальная программа в The POINT CDC для молодёжи Южного Бронкса принесла ему награду «Нью-Йоркер недели» от New York 1 News.